# Lochbachklamm

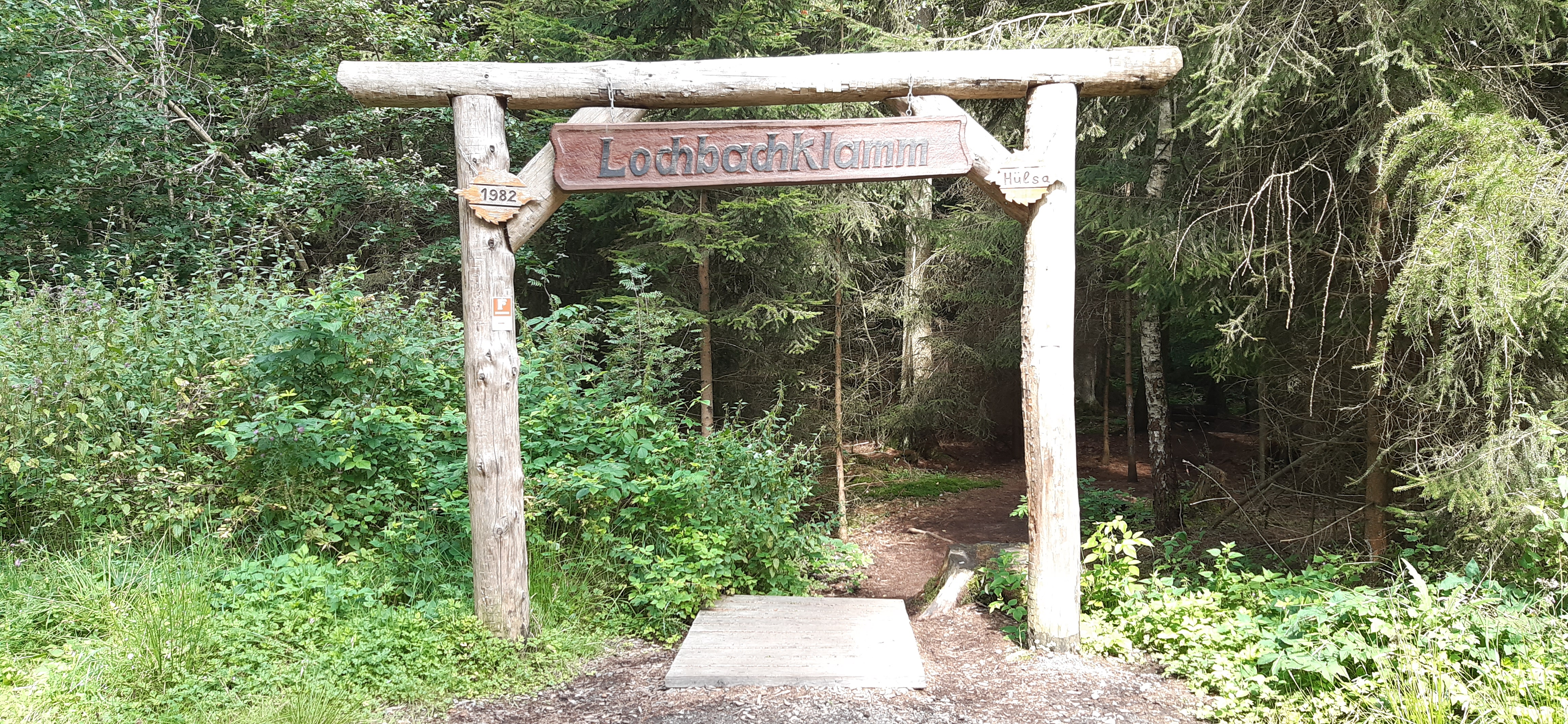
Eingang von der Bergseite aus Richtung Hülsa

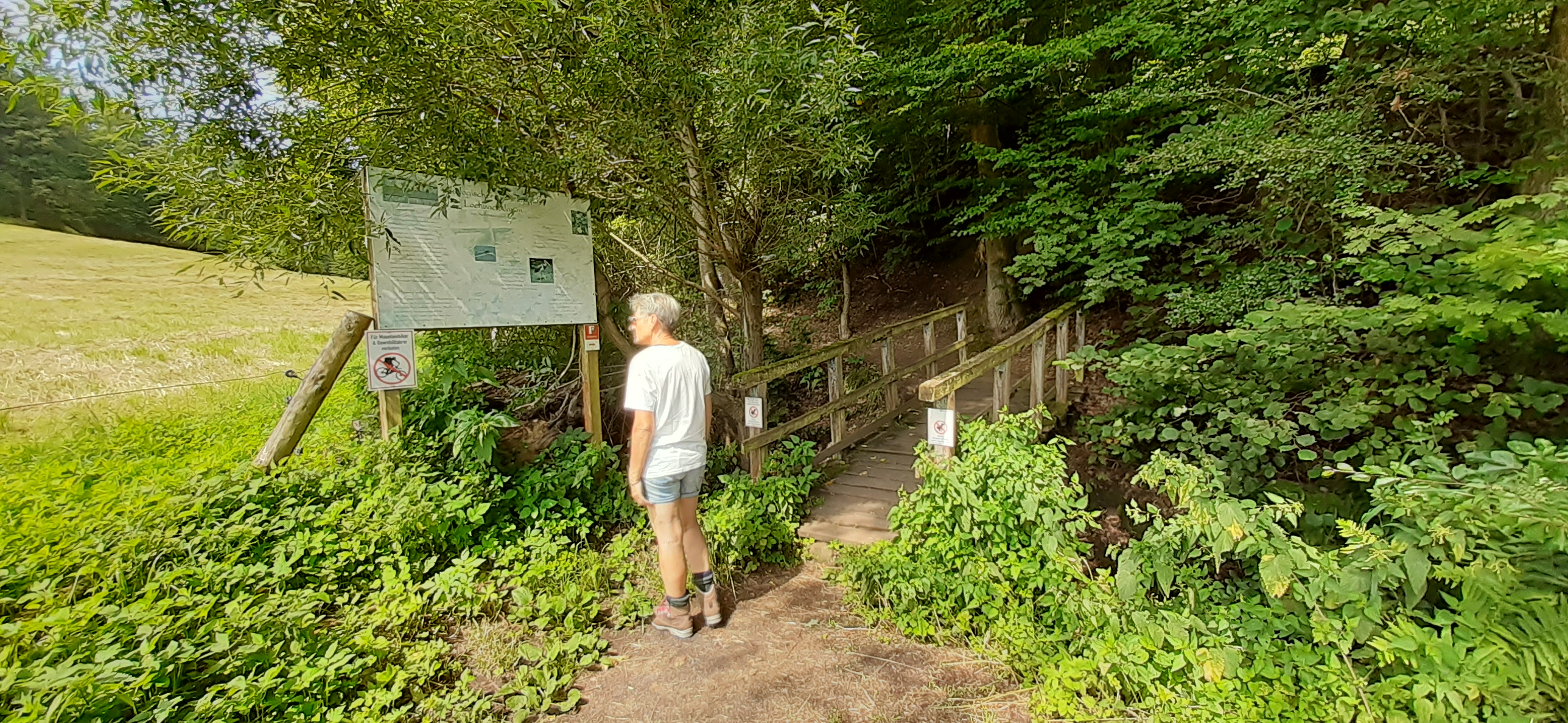
Zugang in die Klamm aus Richtung Wallenstein mit Informationstafel

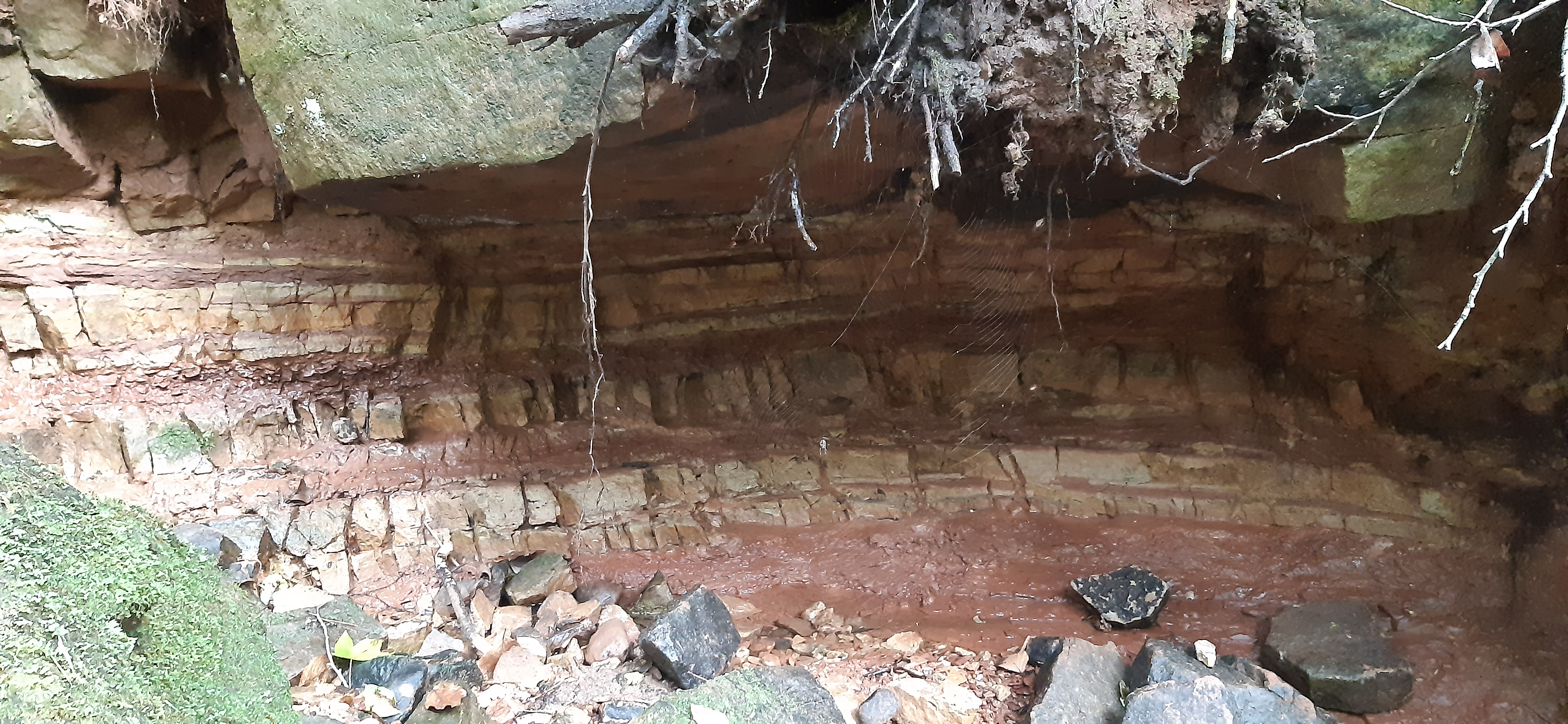
Freigespülte Buntsandsteinschichten

Die Lochbachklamm ist ein enges Kerbtal im Knüll und ein seltenes Landschaftselement des Osthessischen Berglands im Schwalm-Eder-Kreis, Nordhessen. Sie wird vom Lochbach durchflossen. Der Begriff „Klamm“ bezeichnet im österreichischen und bairischen Sprachraum eine besonders enge Schlucht im Gebirge mit teilweise überhängenden Felswänden.

## Geographische Lage
Der Eingang der Lochbachklamm befindet sich 450 m nordöstlich des Ortes Hülsa, einem Stadtteil von Homberg. Die Schlucht verläuft in östlicher Richtung auf den Ort Wallenstein zu, einem Ortsteil der Gemeinde Knüllwald. In beiden Orten sind Wanderparkplätze vorhanden.
Westlich erhebt sich der Hirschberg (499 m), nördlich der Ebig (429,2 m) und südlich der Umberg (447 m). Der Lochbach ist ein westlicher Zufluss der Efze.

## Beschreibung
Die Lochbachklamm hat mehrere sichtbare, durch die fortwährende Erosion des Lochbachs freigelegte Gesteinswände aus rotem Buntsandstein, die teilweise überhängend sind. Die Talflanken sind allerdings weitgehend dachsteile Hänge von ca. 5 bis 15 m Höhe. Der Kernbereich des Tales ist eine grabenartig eingetiefte, schluchtartige Rinne innerhalb eines älteren und weiter geöffneten Tales. Der teils kaskadenartig, teils in Mäandern fließende Bach mit hoher Geröllfracht überwindet ca. 100 m Höhenunterschied, bevor er schließlich in die Efze mündet. Durch Anlagerung von Mineralien ist der Fels im Bachbett stellenweise dunkel-bläulich verfärbt.

## Touristische Erschließung
Durch die Lochklamm führt ein ca. 1,2 km langer Wanderweg. Er wurde in Zusammenarbeit der Hülsaer Vereine mit dem Technischen Hilfswerk erstellt und 1982 für Wanderer eröffnet. 1987 wurde der Pfad von der Dorfgemeinschaft Hülsa auf insgesamt 16 Holzbrücken erweitert.
Einige Jahre später wurde der etwa 8,3 Kilometer lange Premium-Rundwanderweg Lochbachpfad geschaffen, welcher mit der Lochbachklamm das schönste Teilstück hat. Der Lochbachpfad bietet in der Nähe von Rückersfeld einen herrlichen Weitblick, bevor er die Orte Völkershain und Wallenstein streift. Mit der Kankowskyhütte, der Ferdinand Kersting Hütte und der Ebigsgrabenhütte (mit Rastplatz) stehen dem Wanderer gleich 3 Schutzhütten zur Rast zur Verfügung. 2022 wurde die letzte Ausbaustufe der Lochbachklamm vom Ortsbeirat Hülsa in Zusammenarbeit mit dem THW Homberg durchgeführt. 21 Brücken und Stege führen nun durch die 1,1 km lange Schlucht. Das Wanderzeichen für den Lochbachpfad ist ein weißes „F“ auf rotem Grund.

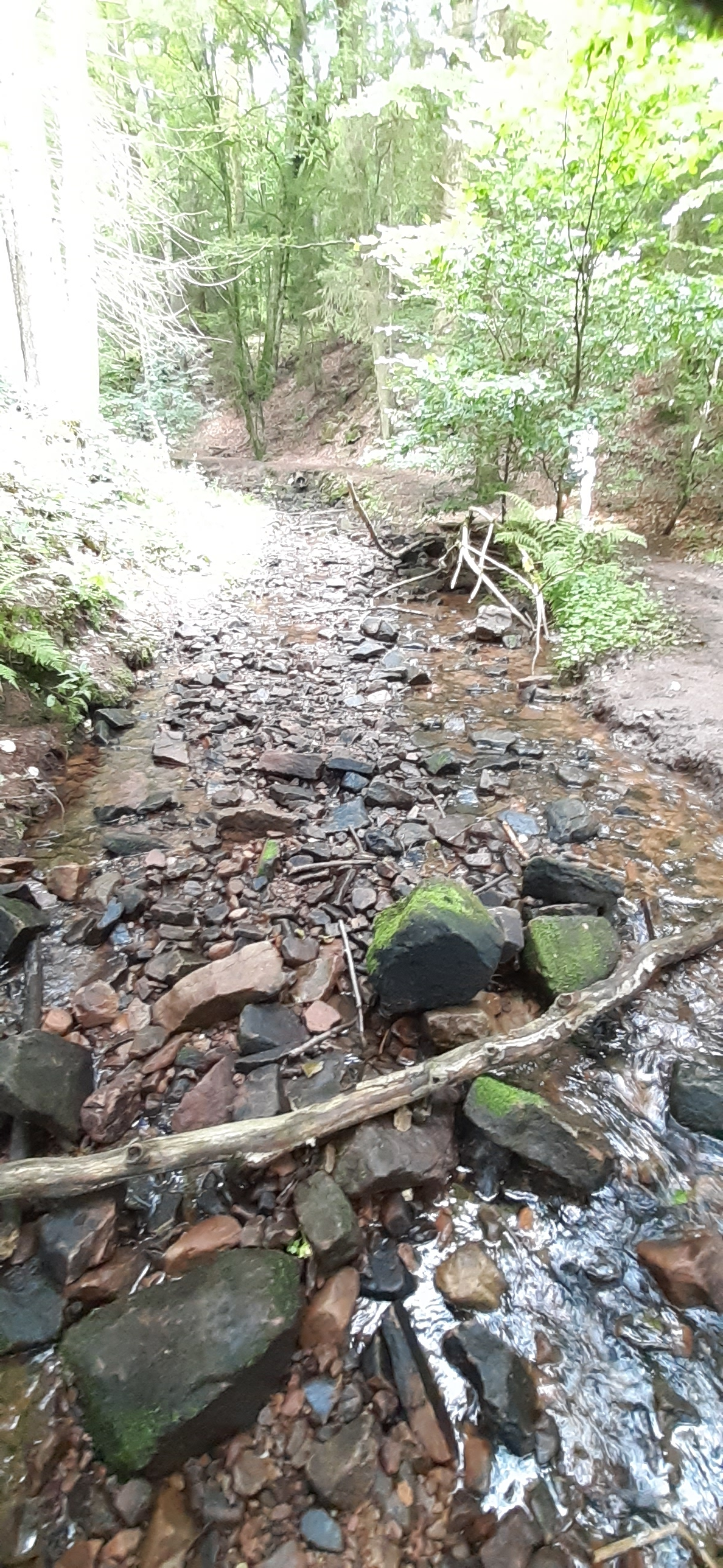
Unterer Talbereich
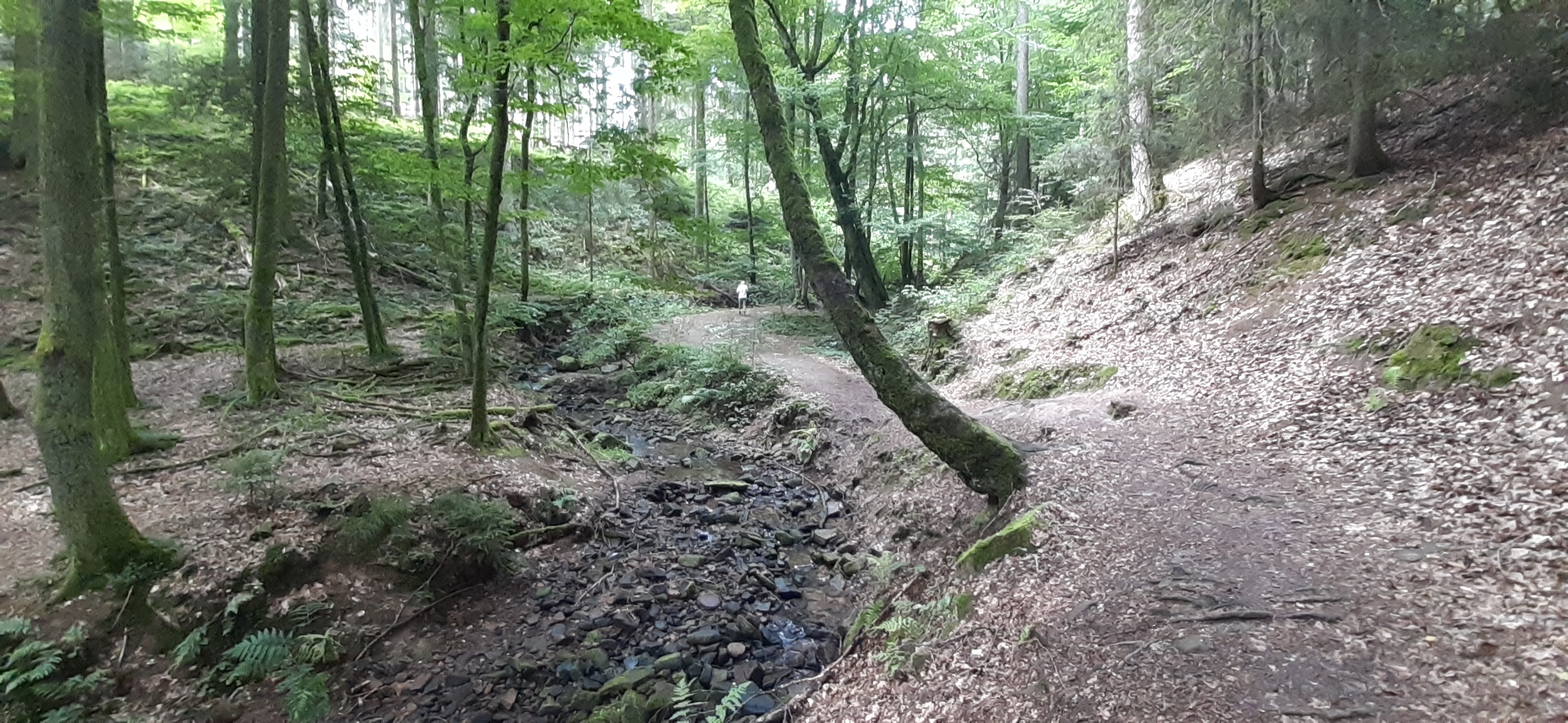
Mittlerer Talbereich
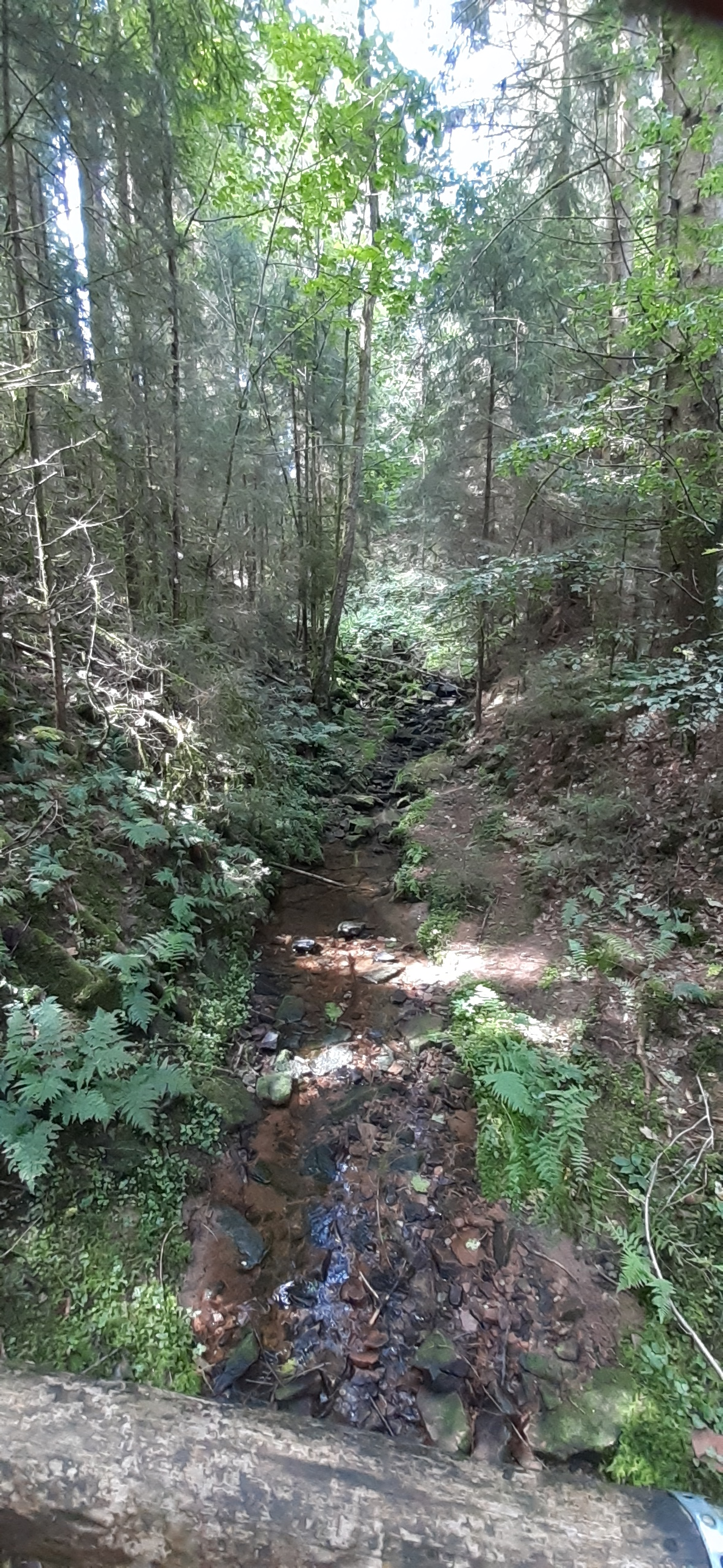
Oberer Talbereich

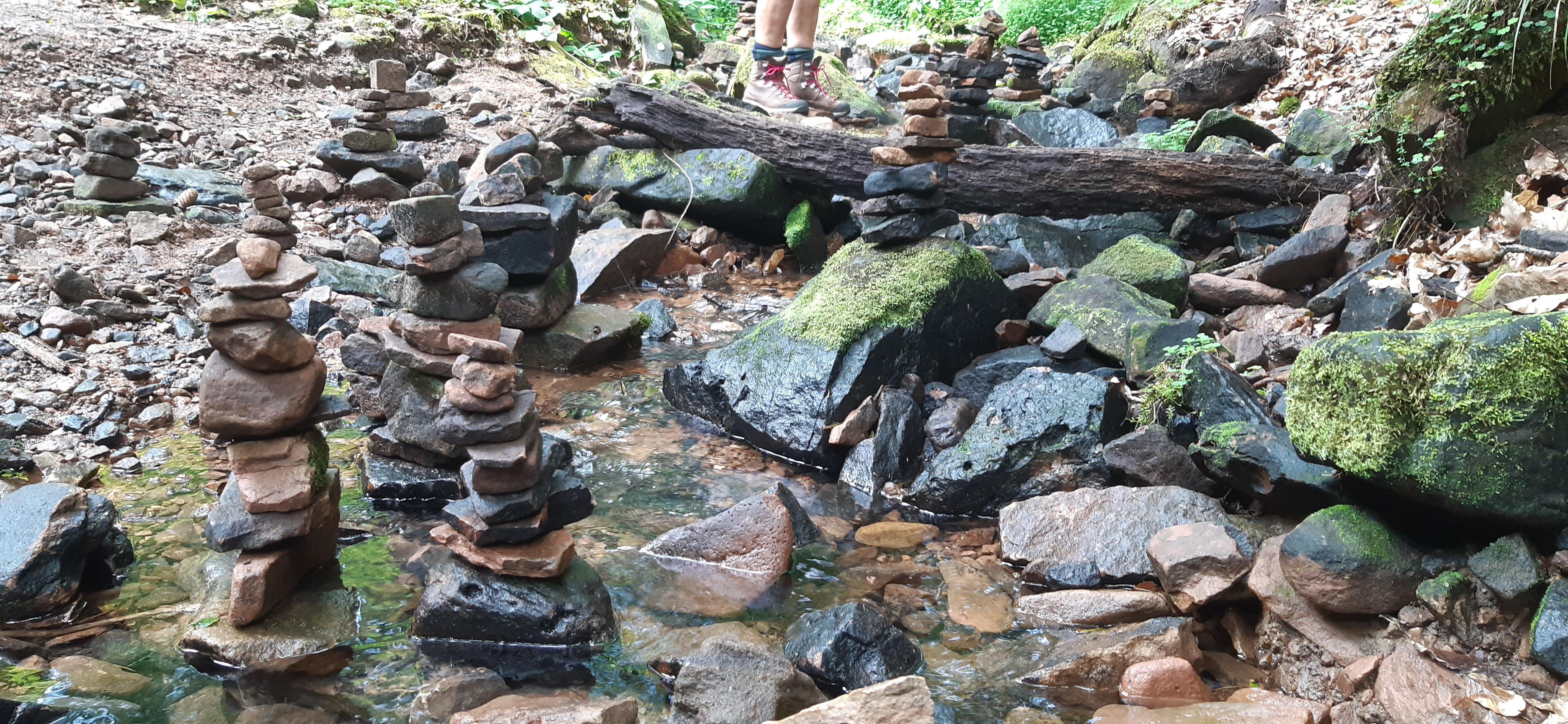
Steinmännchen
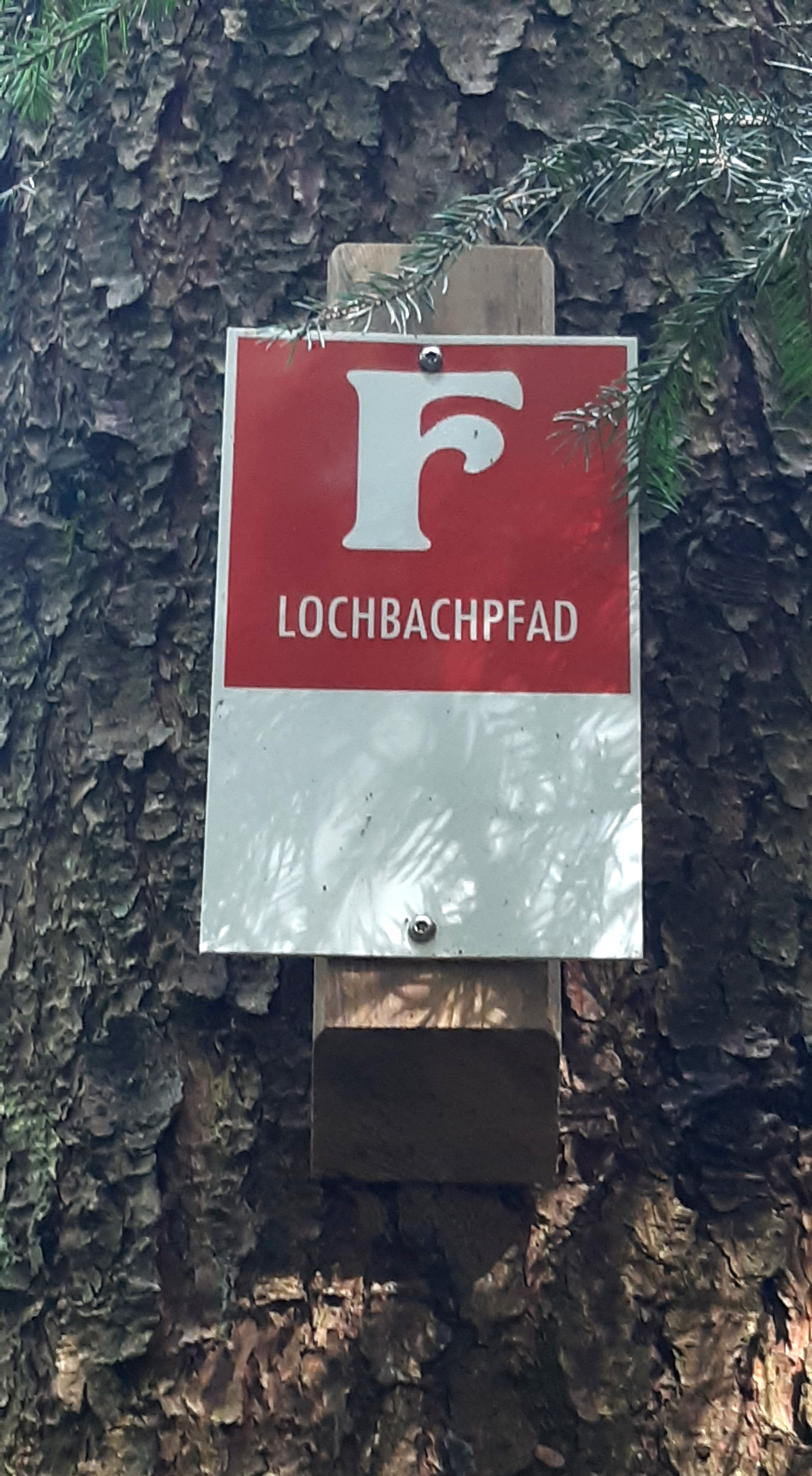
Das Wander-zeichen